# スキミング戦略
スキミング戦略（スキミングせんりゃく）とは、製品ライフサイクル「導入期」において、いわゆる「新しいもの好き」や富裕層をターゲットとして高価格を設定することで、先行者利益を獲得し、新製品開発費を早期に回収しようとする戦略。上澄吸収価格戦略、初期高価格戦略とも言われる。
スキミング戦略に対して、市場シェアの早期獲得を狙いとして、敢えて低価格を設定することをペネトレイティング戦略という。

## スキミング戦略採用の条件
1. 製品が特許などにより保護されていたり、製造するためには莫大な投資が必要となるなど、新規参入障壁が高く、競合者の出現が当面無いと考えられること。
2. 需要の価格弾力性が低く、高価格であっても購入者が現れることが期待できること。

## スキミング戦略採用における注意点
あまりにも高い価格をつけすぎて、売れ行きが悪くならないようにする必要がある。